# Andromma helix
Espèce
Andromma helix est une espèce d'araignées aranéomorphes de la famille des Liocranidae.

## Distribution
Cette espèce est endémique de la région des Lacs en Côte d'Ivoire,. Elle se rencontre vers Kossou.

## Description
La femelle holotype mesure 2,98 mm.

## Systématique et taxinomie
Cette espèce a été décrite par Bosselaers et Jocqué en 2022.

## Publication originale
- Bosselaers & Jocqué, 2022 : « Studies in the Liocranidae (Araneae): revision of Andromma Simon, 1893. » European Journal of Taxonomy, vol. 850, p. 1-78 (texte intégral).